# 籠守勝手神社
籠守勝手神社（こもりかってじんじゃ）は、愛知県一宮市木曽川町黒田（旧葉栗郡木曽川町）にある神社である。旧社格は郷社。
式内社の尾張国葉栗郡「黒田神社」という。籠守勝手神社は黒田神社の古くからの通称であった。正式に籠守勝手神社と改称したのは明治時代初期である。
億計王（仁賢天皇）と弘計王（顕宗天皇）の兄弟が雄略天皇から逃れるさい、ここに宿泊したと伝えられ、これを後世に伝えるために行なわれているのが御駕籠祭（おこもりまつり）である。厄払い、豊年を祈願する祭であり、1500年以上の歴史がある。
かつては、神社に勝手に籠もり心より願をかけると、必ず成就するといわれていた。現在は行なわれていない。

## 概況
- 創建時期は不明。億計王と弘計王の父である市辺押磐皇子が雄略天皇に殺害されたのが安康天皇3年（456年）とされているので、それ以前には創建されていたと推測される。黒田神社が正式名称であったが、このころには籠守勝手神社とも呼ばれていたという。
- 古くから重要な神社とされ、称徳天皇、宇多天皇の時代に奉幣の記録がある他、天暦5年（951年）には村上天皇の使いが病気平癒の祈願を行なっている。
- 天正10年（1582年）、黒田城城主沢井雄重（織田信雄の家老）により再建される。
- 江戸時代は「黒田大明神」「白山神社」と呼ばれていた。1872年（明治5年）に葉栗郡北西部（黒田村、内割田村、外割田村、玉ノ井村、三ツ法寺村、里小牧村、北方村、中島村、曽根村）の郷社になったさい、籠守勝手神社に改称される。

## 祭神
- 瀬織津比咩命
- 淀比咩命（虚空津姫命）
息長宿禰王の子で神功皇后の姉（妹）。

## 文化財

### 一宮市指定有形文化財
- 鰐口（工芸） - 室町後期
- 籠守黒田大明神本地之像（絵画）
- 忍者刀（工芸） - 江戸初期
- 笹槍（工芸） - 江戸初期

## 交通機関
- 東海道本線木曽川駅より徒歩15分。
- 名古屋鉄道名古屋本線黒田駅より徒歩20分。
- i-バス木曽川・北方コース「松山東」バス停下車、徒歩1分。
- i-バス木曽川・北方コース「木曽川市民病院」バス停下車、徒歩5分。

## 御駕籠祭
陰暦8月15日に行なわれる祭事。億計王と弘計王の像をそれぞれ駕籠に乗せ、サトイモを供えて厄払い、豊年を祈願する祭りである。これは、下記の言い伝えに由来する。
- 億計王と弘計王の父である市辺押磐皇子は履中天皇の皇子である。安康天皇（市辺押磐皇子の甥にあたる）は市辺押磐皇子に王位を継承させようと考えていたが、安康天皇3年（456年）8月、安康天皇は眉輪王によって暗殺されてしまう。かねてからこのことを恨んでいた大泊瀬皇子（後の雄略天皇）は、10月に市辺押磐皇子を近江国蚊屋野（現滋賀県蒲生郡日野町鎌掛付近）へ狩猟に誘い出し、市辺押磐皇子を射殺した。
- 億計王（後の仁賢天皇）と弘計王（後の顕宗天皇）の兄弟は難が及ぶのを恐れて都から脱出する。逃亡のさなか、尾張国の真清田神社に向う途中、美濃国を経て尾張国の及（現岐阜県羽島市南及、又は岐阜県羽島郡笠松町北及）を経由して黒田神社にたどり着いたという。
- 億計王と弘計王は黒田神社の森に駕籠を止め、駕籠の中で野宿することにしたという。丁度この日は陰暦8月15日の望月の夜であったという。村人たちは億計王と弘計王をサトイモによるご馳走で親切にもてなしたという。億計王と弘計王はそのお礼として、芋の葉の露を黒田神社に奉献し、村人の幸福を祈られ夜明けを待たずに出発したという。